# Martin Montanus
Martin Montanus (* nach 1537 in Straßburg; † nach 1566) war ein deutscher Schwankdichter und Dramatiker.

## Leben
Montanus zog als fahrender Schüler durch Bayern und Schwaben und unternahm 1558/59 eine Reise nach Italien. Danach lebte er in seiner Heimatstadt Straßburg. In seinen Schwänken lehnte er sich an die Werke des Boccaccio an. Sein Märchen vom Erdkühlein, das in der Gartengesellschaft enthalten ist, steht am Anfang der abendländischen Märchenliteratur, das Märchen vom Tapferen Schneiderlein findet sich im Wegkürzer und diente als Vorlage einer von den Brüdern Grimm später veröffentlichten Version.

## Werke
- Wegkürzer, Schwanksammlung, 1557
- Andreützo, 1557
- Das ander Teil der Gartengesellschaft, Schwanksammlung, 1560
- Von zweien Römern Tito Quinto Fuluio und Giseppo, Drama, 1565
- Der untreu Knecht, Drama, 1566
- Von untreuen Wirten und ihren Knechten
- Thedaldus, Drama, 1580